# フェイスタメルシワバネクワガタ
フェイスタメルシワバネクワガタ（Sphaenognathus feisthameli）は、コウチュウ目クワガタムシ科シワバネクワガタ属に属するクワガタムシの一種。

## 分布
南米のペルー、ベネズエラ、コロンビア、エクアドル、ボリビアのアンデス山脈高地の熱帯雨林に生息する。

## 特徴

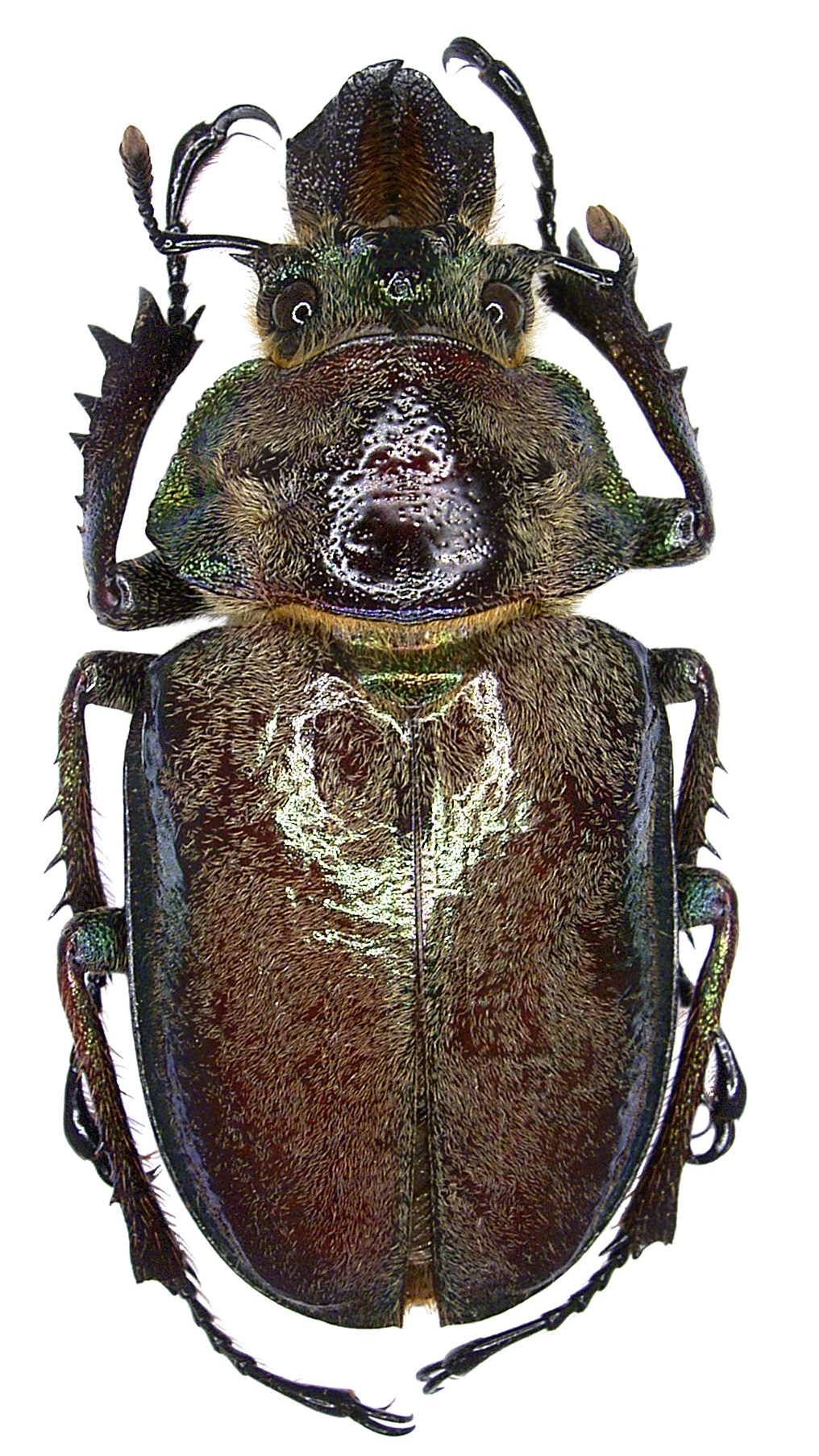
メス

全長は50-80mmとなり、南米産のクワガタムシではチリクワガタに次ぐ大きさとなるが、体長は50mm程になり、チリクワガタよりも大きくなる。
チリクワガタほど極端ではないが、オスは頭部が小さめで大顎と脚が長く、脛節に多数の棘が生えるなどチリクワガタに近い体型となっており、メスもチリクワガタのメスによく似ている。
名前通り前翅部分に皺のような薄い溝が全体に発生し、大顎を含めて体表に銀色の細かい毛が多く生えているが、これは気温が低い高地に対応する為だともいわれ、本種以外のシワバネクワガタ属も、このように他のクワガタムシに比べて毛が多い種類が見られる。

## 生態
生息地が2000m級の高山で、人が容易に近付けない場所であり、採集個体も少ないので、殆ど判っていない。日本に輸入されるのも生体よりは標本個体が多く、生体は高温に弱く、寿命も短い事もあり、飼育方法も現在のところ確立されていない。
また、幼虫の飼育も、孵化する前に殆どの卵が腐ってしまうため、非常に難しい。